# Société pour l’aviation et ses dérivés
Société pour l’aviation et ses dérivés (skrót SPAD) – francuska wytwórnia lotnicza produkująca samoloty używane podczas I wojny światowej i w okresie międzywojennym.

## Deperdussin

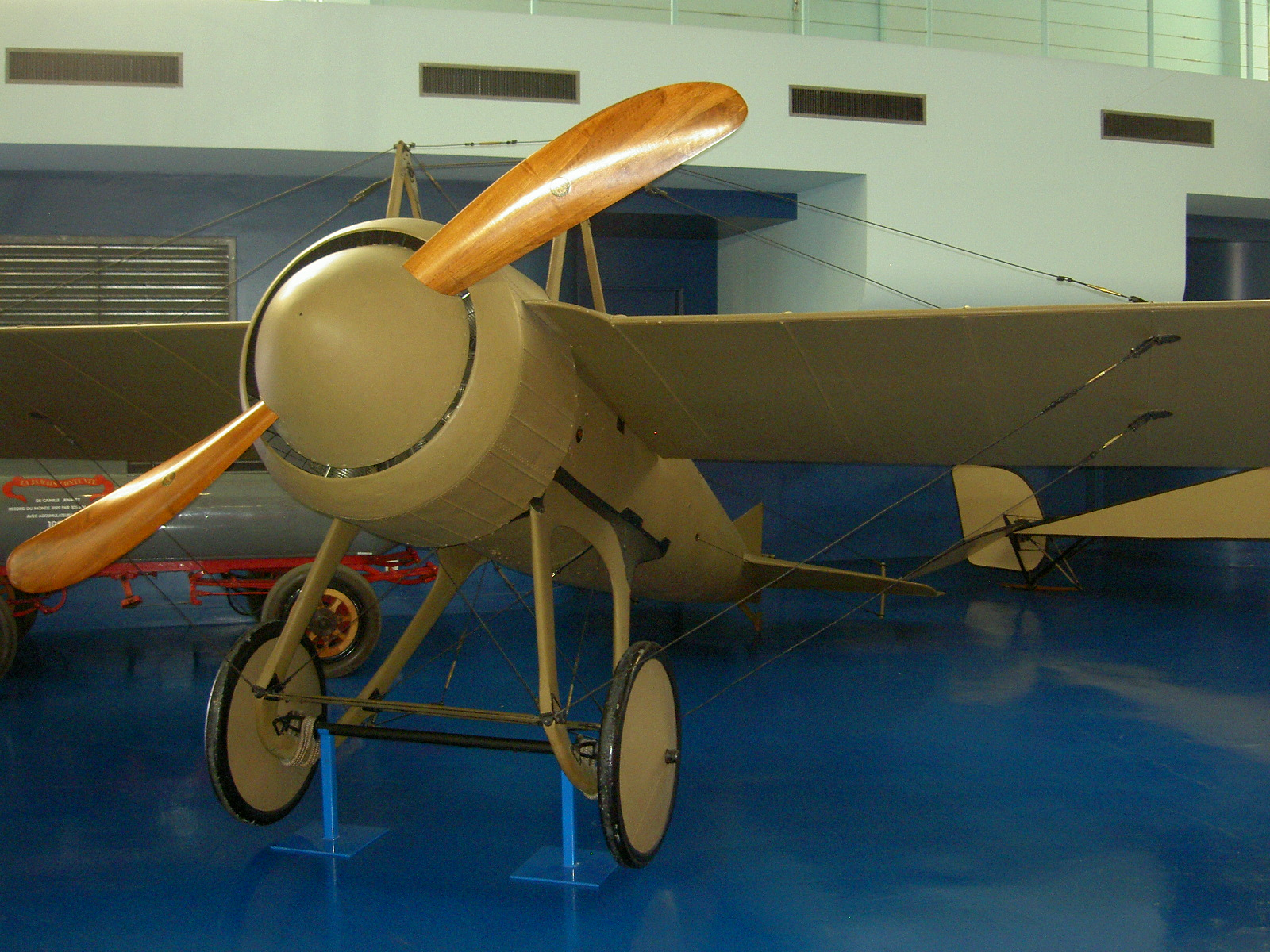
Deperdussin Monocoque

W 1908 roku Armand Deperdussin, wędrowny sprzedawca i piosenkarz kabaretowy, a później przedsiębiorca zajmujący się jedwabnictwem, zafascynował się lotnictwem i założył w miejscowości Bétheny niedaleko Reims firmę Aéroplanes Deperdussin, której pierwsze hangary stanęły w Laon w 1909.
W tym samym roku Armand Deperdussin poznał znakomitego inżyniera Louisa Béchereau, któremu powierzył stanowisko dyrektora technicznego swojej firmy. Béchereau był odpowiedzialny za konstrukcję wszystkich maszyn powstałych w tej wytwórni.
W początkowym okresie działania firma wyprodukowała dwa modele samolotów:
- Deperdussin Typ B
- Deperdussin Monocoque

Obie maszyny były średniopłatami o skrzydłach pokrytych płótnem podobnymi do zbudowanego przez Louisa Blériot samolotu Blériot XI. Ówcześnie taka konfiguracja samolotu była najpopularniejsza.
W 1911 zmieniono nazwę firmy na La société des Aéroplanes Deperdussin.
W 1912 zmieniono nazwę firmy na Société de Production des Aéroplanes Deperdussin.
W 1913 Deperdussin został aresztowany pod zarzutem defraudacji. W procesie, który odbył się w 1917 r. został on skazany na pięć lat więzienia, ale ze względu na to, że było to jego pierwsze przestępstwo, został natychmiast zwolniony. Podczas procesu Deperdussin załamał się i ostatecznie w 1924 r. popełnił samobójstwo.

## Béchereau
Po uwięzieniu Deperdussina przyszłość jego firmy stanęła pod znakiem zapytania, ale w 1914 jej aktywa wykupił pionier lotnictwa francuskiego Louis Blériot, który zmienił nazwę firmy w taki sposób, żeby inicjały SPAD, pod którymi firma Deperdussina zyskała renomę pozostały te same. Ponadto słowo „spad”, w popularnym w owym czasie sztucznym języku Volapük oznaczało szybkość, na co zwrócił uwagę Alfred LeBlanc, prawa ręka Blériota. Tak powstała ostateczna nazwa Société (anonyme) Pour L’Aviation et ses Dérivés. Głównym konstruktorem wytwórni pozostał Louis Béchereau.
Wytwórnia SPAD pod kierownictwem Blériota rozpoczęła konstruowanie samolotów od serii A, dwuosobowych, dwupłatowych maszyn ze śmigłem pchającym. Na początku 1915 opracowano pod kierownictwem Louisa Béchereau pierwszy udany dwupłatowiec ze śmigłem ciągnącym oznaczony S.V i wprowadzony do produkcji jako SPAD VII. Usprawnienia i modyfikacje tego samolotu doprowadziły do powstania maszyny myśliwskiej S.XII, a później S.XIII, który w maju 1917 wszedł do służby w eskadrach francuskich, brytyjskich i amerykańskich. Ostatecznie zbudowano ponad 8000 maszyn S.XIII.
Na maszynach SPAD S.VII-XIII latało dwóch z największych francuskich asów myśliwskich I wojny światowej: René Fonck, który zestrzelił 73 wrogie maszyny i Georges Guynemer z 53 zestrzeleniami na koncie.

## Konstrukcje firmy SPAD
- SPAD S.A1
- SPAD S.A2
- SPAD S.A3
- SPAD S.A4
- SPAD S.VII
- SPAD S.XI
- SPAD S.XII
- SPAD S.XIII
- SPAD S.XIV
- SPAD S.XVII
- SPAD S.XVIII
- SPAD S.XX
- SPAD 26
- SPAD 31
- Blériot-SPAD S.51
- Blériot-SPAD S.61

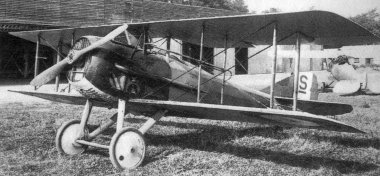
SPAD VII

Najlepsze czasy dla wytwórni SPAD przypadają na lata I wojny światowej. Po zakończeniu działań wojennych zapotrzebowanie na myśliwce zmalało, a Louis Blériot założył nową firmę Blériot Aéronautique produkującą samoloty pasażerskie. Ze względu na zagrożenie konkurowania obu firm Blériota na tym samym rynku, w 1921 wytwórnia SPAD stała się częścią Blériot Aéronautique. W 1936 fabryka przeszła pod kontrolę rządu tak jak wszystkie francuskie wytwórnie lotnicze.